# Reserva Natural de Anija

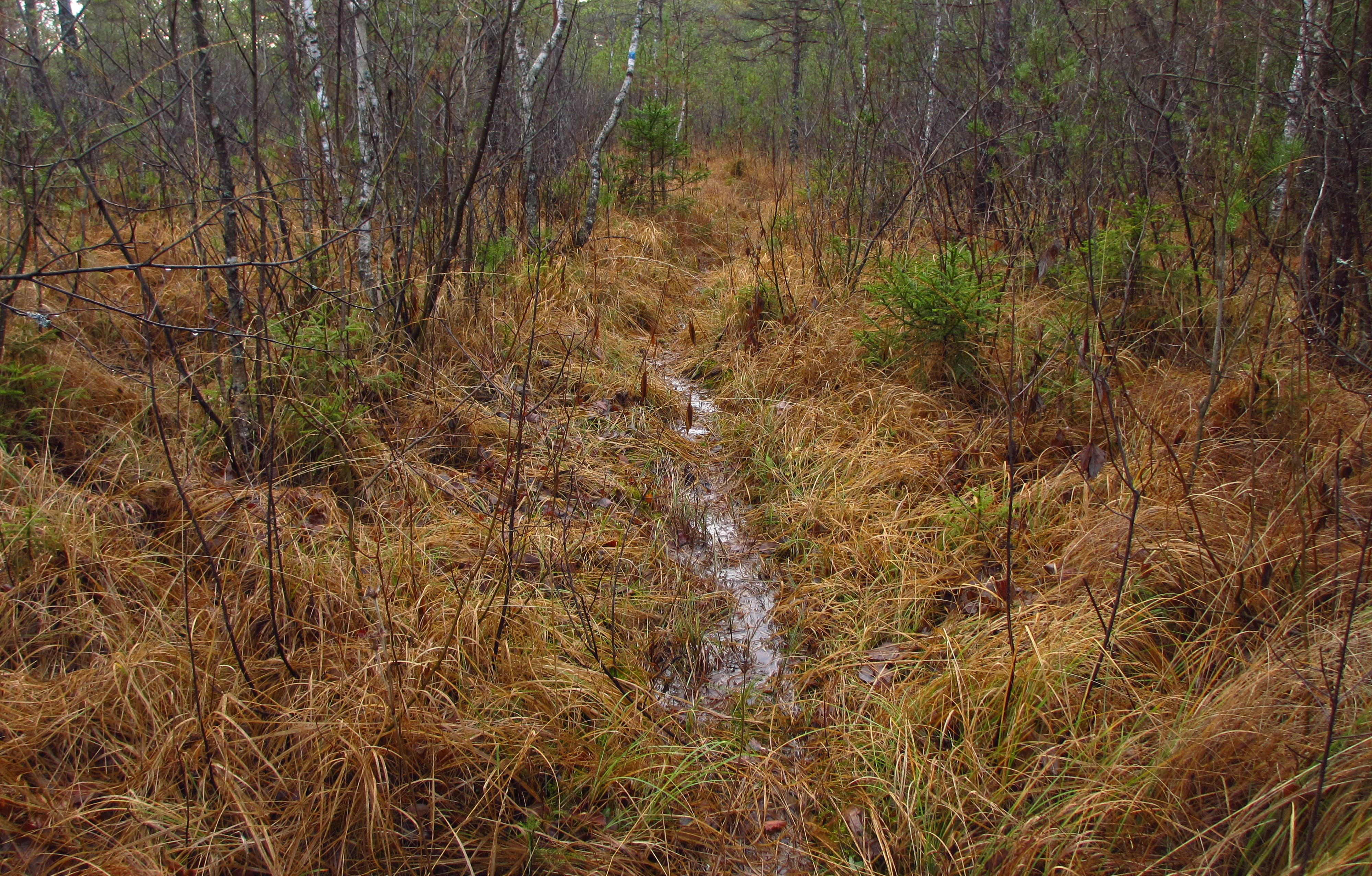
Pântano de Kihmla na Reserva Natural de Anija

A Reserva Natural de Anija é uma reserva natural localizada no condado de Harju, na Estónia.
A área da reserva natural é de 72 hectares.
A área protegida foi fundada em 1990 com base na área de conservação da paisagem botânica de Anija (em estoniano:  Anija botaanilis-maastikuline kaitseala). Em 1999, a área protegida foi designada para reserva natural.